# Marijke Groenewoudová
Marijke Groenewoudová (* 28. ledna 1999 Hallum, Nizozemsko) je nizozemská rychlobruslařka.
Ve Světovém poháru absolvovala jeden závod v prosinci 2019, na mezinárodní scéně začala pravidelně startovat v lednu 2021. Na Mistrovství světa 2021 vyhrála závod s hromadným startem a z Mistrovství Evropy 2022 si ze závodu s hromadným startem přivezla stříbrnou medaili. Startovala také na Zimních olympijských hrách 2022, kde získala bronz ve stíhacím závodě družstev, dále byla pátá na trati 1500 m a jedenáctá v závodě s hromadným startem.